# نيبو سترونغ هارت
نيبو ت. سترونجهارت (15 مايو 1891 – 31 ديسمبر 1966) كان ممثلًا أمريكيًا في عروض الغرب المتوحش، ومستشارًا فنيًا لمنتجي الأفلام في هوليوود، ومحاضرًا في دائرة تشوتوكوا. طوال حياته، التي امتدت عبر عدة مسارات مهنية، كان مدافعًا عن قضايا الأمريكيين الأصليين. وتحدث عن القضايا الدينية عدة مرات، وفي أواخر حياته أصبح عضوًا في الديانة البهائية.
يقال إن والدة سترونغ هارت، تشي−ناتش−لوت شو−واه−إلكس، كانت من أصل أمريكي أصلي؛ وكان والده أمريكيًا من أصل أوروبي. وفقًا لبعض المصادر، عاش سترونج هارت مع والده الأبيض طوال معظم طفولته بعيدًا عن المحمية والثقافة الهندية. يقول مصدر آخر أنه تم تبنيه بعد وفاة والدته من قبل امرأة من قبيلة ياكاما وتم تربيته وتعليمه في عائلتها في المحمية. وعلى الرغم من عدم وجود دليل مكتوب على عضويته في القبيلة، فقد منحته القبيلة عضوية "فخرية" وكان يحمل بفخر بطاقته التي توضح مكانته. أدى سترونغهارت عرضًا مع والده في عرض بوفالو بيل وايلد ويست. بدأت عروضه العامة في عام 1917، عندما كان في العشرينيات من عمره ويعمل في مجلس عمل الحرب التابع لجمعية الشبان المسيحية. قام بجولة في المعسكرات العسكرية في جميع أنحاء نيو إنجلاند، حيث قدم عروضًا تقديمية حول الثقافة الأمريكية الأصلية وأشاد بالخدمة العسكرية. وقد شجعت خطاباته التجنيدية مئات الرجال على التطوع للخدمة الحربية. بعد انتهاء الحرب العالمية الأولى وعمله، انتقل سترونجهارت لفترة وجيزة إلى محمية ياكاما الهندية.
غادر بعد فترة وجيزة وحقق مهنة ناجحة في دوائر معارض الليسيوم وتشاتوكوا. ألقى عروضًا تقديمية حول الثقافة الأمريكية الأصلية وتحدث غالبًا ضد مشاكل الحياة في المحميات كما تفرضها السياسة الحكومية. لعب دورًا مهمًا في تطوير قانون المواطنة الهندية لعام 1934، والذي منح الجنسية لجميع الأمريكيين الأصليين الذين لم يكن لديهم الجنسية بالفعل؛ وقد وقع على مشروع القانون الرئيس كالفن كوليدج. ويعتقد سترونغهارت أن مشروع القانون من شأنه أن يساعد في إنهاء التحفظات وتمكين الثقافة الهندية.
في شبابه المبكر، كان لدى سترونج هارت بعض الخبرة في صناعة السينما الناشئة. وبما أن أعداد الجمهور الذين يحضرون المحاضرات تضاءل، فقد انخرط في صناعة الأفلام. شارك في عدد من المشاريع في مجال الأفلام الصامتة (وخاصة قلب شجاع) والأفلام الناطقة قيد التطوير (بوني سولجر).
كما ساعد في تطوير أو تأسيس عدد من المنظمات لدعم أو تمثيل الأمريكيين الأصليين، بما في ذلك مركز لوس أنجلوس الهندي للهنود الحضريين والمؤتمر الوطني للأمريكيين الأصليين (NCAI). ومن خلال مشاركة سترونج هارت في إنتاج الأفلام، نجح في مواجهة الصور النمطية حول الأمريكيين الأصليين؛ فقد ساعد في ترجمة نصوص الأفلام إلى لغات الشعوب الأمريكية الأصلية التي تم تصويرها. كما تعامل أيضًا مع خزانة الملابس والدعائم.
عند وفاة سترونغ هارت، تضمنت وصيته تخصيص رأس مال ومواد لتمكين أمة ياكاما من بناء مكتبة ومتحف؛ فقاموا بتطوير مركز ياكاما الثقافي. في عام 3014، أقامت أمة ياكاما معرضًا دائمًا عن سترونغ هارت. برز اهتمام أكاديمي به عام 1997 عندما كان الباحثون يدرسون الخدمة العسكرية للأمريكيين الأصليين، وفي عام 3006 عندما حلل باحثون آخرون قضايا تتعلق بتصوير الأمريكيين الأصليين ومشاركتهم في صناعة السينما في هوليوود.

## السيرة
أطلق عليه والده الأمريكي الأوروبي، جورج ميتشل أيضًا، اسم جورج ميتشل جونيور، وعُرف لاحقًا باسم سترونج هارت، ويُعتقد أن الصبي قد ولد لأم أمريكية أصلية تُدعى تشي−ناتش−لوت شو−واه−إلكس. كانت تُعرف أيضًا باسم لينورا (ني ويليامز) ميتشل.:p42 يقال أن والدة سترونغ هارت توفيت عندما كان صبيا صغيرا.
وفقًا لمقال في موسوعة الهنود الأمريكيين في القرن العشرين، بعد وفاة والدته، تم تبني سترونج هارت أو تربيته من قبل أحد أقارب والدته لعدة سنوات، وعاش معهم وتلقى تعليمه في مدرسة داخلية في فورت سيمكو ‏. وكان هذا متوافقا مع تقاليد ياكاما.
تتفق هذه السير الذاتية — وغيرها — على أن سترونج هارت ووالده كانا يعملان كراكبي حيل بدون سرج في عرض بوفالو بيل للغرب المتوحش وعروض باوني بيل ‏ المتنقلة. وقد تم توظيف عائلات بأكملها، بما في ذلك النساء والأطفال، في هذه العروض وسافروا في الجولات. وكانوا في كثير من الأحيان يقيمون ويعيشون في معسكرات على الطريق تشبه المعسكرات الهندية التقليدية. وبمعنى ما، ساعدهم هذا في الحفاظ على ثقافتهم في وقت كانت تتعرض فيه للقمع في أماكن أخرى. تذكر إحدى السير الذاتية أنه حصل على اسم نيبو (اختصارًا لـني−ها−بوو) أثناء عرض بعد أن أغمي عليه واستعاد وعيه. كان كأنه قام من بين الأموات، ويُفسَّر اسمه بـ"يعيش!" (بالإنجليزية: he lives!) أو بصيغة الأمر "يعيش!" (بالإنجليزية: live!). أضاف "نيبو" إلى اسمه الياكاما، تشتو−توم−ناه، الذي ترجمه بـ"قوي القلب". تذكر سيرة ذاتية أخرى أن اسم "نيبو" أُطلق على سترونج هارت في طفولته من قبل والدته بالتبني.
في مرحلة ما، انتهت صفته الرسمية كعضو في أمة ياكاما. في عرضٍ عام 1937، قال إنه بعد انتهاء خدمته العسكرية، خُيّر بين العودة إلى المحمية أو فقدان حقوقه القبلية. عاد بالفعل، لكنه سرعان ما غادر المحمية.
في ثلاثينيات القرن العشرين، عندما كانت الحكومة تشجع القبائل على إعادة تنظيم حكوماتها بموجب قانون إعادة تنظيم الهنود لعام 1934، حاول سترونج هارت توثيق نسبه إلى ياكاما.
كان سترونغ هارت عضوًا فخريًا في قبيلة ياكاما:p42 أثناء إدارة قانون تسجيل ياكيما لعام 1946:p42 بعد أن ساعد عائلة تومسكين.[بحاجة لتوضيح] كان ليونارد توماسكين يبلغ من العمر 33 عامًا في عام 1946. وبعد مرور 33 عامًا تقريبًا، انتُخب رئيسًا للمجلس العام لأمة ياكاما، حكومتهم القبلية، وتولى المنصب من عام 1968 إلى عام 1983.
كتب سترونج هارت مقالاً في عام 1954 يرجع فيه مشاركته فيما أسماه "الدراسات الإثنولوجية التاريخية" إلى حوالي عام 1905، ربما بين مواسم عرض بوفالو بيل. وادعى أنه التحق بمدرسة كارلايل الصناعية الهندية ‏ في بنسلفانيا. وادعى أيضًا أنه شارك في إنتاج شركة أفلام لوبين ‏ للفيلم الصامت الزعيم الأبيض. لأنه كان يتحدث ما يكفي من اللغة الإنجليزية وعدد قليل من اللغات الهندية الأخرى للعمل كمترجم، فقد لعب دورًا حاسمًا كحلقة وصل بين موظفي الإنتاج غير الهنود والأطفال الهنود الذين اختاروهم للفيلم.
في عام 1910، ورد أن سترونج هارت كان موجودًا في أوكلاهوما، التي تم قبولها مؤخرًا في الاتحاد. كان يخدم في فوج الفرسان الخامس ‏ خلال فترة حرب الحدود بين الولايات المتحدة والمكسيك (1910−1919)، عندما كانت منخرطة في حربها الأهلية الخاصة. في الفترة من 1910 إلى 1913، عمل مرة أخرى في عرض بوفالو بيل للغرب المتوحش وعروض باوني بيل المتنقلة كراكب حيل بدون سرج.
وتشير التقارير الصحفية اللاحقة إلى أن سترونج هارت كان يخدم في الجيش في الغرب في عام 1914؛ وربما كان ذلك مع فوج المشاة السادس عشر ‏، الذي كان متمركزًا هناك. وقيل إن سترونج هارت أصيب بجروح وانتهت خدمته.
قال سترونجهارت إنه في عام 1915 نصح ديفيد بيلاسكو بشأن القصة المستخدمة في إنتاج الفيلم الصامت قلب ويتونا ‏ (1919)، ولعب دور نيبو رجل الطب، وظهر على المسرح بين الفصول لإخبار الجمهور بجزء من القصة الحقيقية. ذكرت مقالة في إحدى صحف لوغانسبورت بولاية إنديانا في مايو 1916 أن ممثلًا هنديًا يُدعى سترونج هارت كان على صلة بفيلم صامت يحمل أسماء مختلفة مثل إنديانا أو إنديانا التاريخية أو ميلاد إنديانا، والذي تم إصداره في منتصف عام 1916.
في عام 1916، انضم سترونج هارت إلى جمعية الهنود الأمريكيين ‏، وهي مجموعة تقدمية تتألف في الغالب من الأمريكيين الأصليين. تم تنظيمها بهدف تحسين الصحة والتعليم والحقوق المدنية والحكومة المحلية ومعالجة المشاكل التي يواجهونها.

### مجلس عمل الحرب التابع لجمعية الشبان المسيحيين
في 18 مايو 1917، حاول شخص يُشار إليه باسم "جورج سترونج هارت" التطوع للخدمة في برنامج متطوعي روزفلت في الحرب العالمية الأولى ‏ باعتباره "فارسًا خبيرًا وقناصًا وأراد التطوع بأي صفة". وبحسب ما ورد تم رفض منحه فرصة مواصلة الخدمة بسبب إصابته. فشلت محاولة تشكيل ما عرف بقائمة روزفلت. كان فوج المشاة السادس عشر ملتزمًا بالقتال في الحرب العالمية الأولى في فرنسا، وغادر في يونيو 1917.
خلال الحرب العالمية الأولى، تم توظيف سترونغ هارت من قبل مجلس عمل الحرب جمعية الشبان المسيحيين، الذي تم إنشاؤه في مايو 1917 لدعم مشاريع الصليب الأحمر وقرض الحرية وطوابع الادخار لدعم المجهود الحربي. قام بجولة في شرق الولايات المتحدة لإلقاء محاضرات لدعم المجهود الحربي وتشجيع التجنيد، ويبدو أنه حقق بعض النجاح. وناقش الظلم المتمثل في منح الأجانب الجنسية من خلال التجنس بعد بضع سنوات فقط من الإقامة في حين لم يُمنح الهنود في المحميات، الذين كان أسلافهم في القارة لآلاف السنين، "نفس الحرية والقوة". (كان هذا قبل إقرار قانون الجنسية.)
خلال هذا العمل، تم تقديمه باعتباره "رئيس القلب القوي"، مع نسب كاذب..:p57 ثم قام بجولة في أكثر من 300 معسكر للجنود. وقد تم الإبلاغ عن العديد من الأحداث في الصحف. تم التقاط جزء من عرضه التقديمي لعام 1919 عن الهنود، الذين قال إنهم "اخترعوا" التمويه، في العديد من الصحف. وذكرت الصحف أيضًا أنه عاد إلى ياكاما في فبراير 1919. عاد إلى منطقة نيويورك في أوائل عام 1930. حوالي عام 1930، تزوج من إينيز وايلي، ابنة زعيم قبيلة كالوسا، وفقًا للعادات والقوانين القبلية، كما رتبها والدها. في وقت مبكر من عام 1919، كان سترونج هارت يعرف ميلفيل كلايد كيلي وجهوده في الكونجرس نيابة عن الهنود، على الرغم من أن كيلي لم يكن لديه أي ناخبين هنود أو علاقات سياسية مع الهنود.:p50 في ديسمبر 1930، التقى سترونج هارت مع مفوض مكتب الشؤون الهندية، كاتو سيلز ‏، لكنه لم يجد شريكًا في الدعوة إلى التغيير.:p78

### ليسيوم وتشوتاوكوا
كان سترونج هارت قد قرأ كتاب المستبعدون للكاتب لوكولوس فيرجيل ماكوورتر ‏، والذي تناول المشاكل بين الهنود في منطقة شمال غرب المحيط الهادئ، في حوالي 17 يناير 1931.:p43 وكتب إلى ماكوورتر وأخبره عن التزامه بمساعدة الهنود وتعليم الجماهير غير الهنود عن ثقافتهم ومساهماتهم في بلدهم. استمر سترونغ هارت ومكهورتر في المراسلات حتى توفي الأخير في عام 1944.:p43
ابتداءً من عام 1931، شرع سترونغ هارت في سلسلة موسعة من المحاضرات المصحوبة بالعروض كجزء من معارض ليسيوم وتشوتاوكوا التي أقيمت في جميع أنحاء الولايات المتحدة. حركة الليسيوم ... يعكس القيمة المتزايدة التي يضعها الأمريكيون على التعليم العام ... [وأصبحت] موقعًا للمناقشة العامة والمناظرة والجدل." تم وصف أحداث تشوتوكوا بأنها "أكثر شيء أمريكي في أمريكا" ووفقًا لأندرو سي ريسر، فقد تم تصميمها "لجذب الطبقات المتوسطة الشمالية والغربية الوسطى الوطنية والملتزمة بالكنيسة والبيضاء والمولودين في البلاد ومعظمهم من البروتستانت". شملت جولته بنسلفانيا، وأوهايو وإنديانا. أحد برامج سترونج هارت، بعنوان "من أنبوب السلام إلى درب الحرب والعودة مرة أخرى"، سلط الضوء على "النبل والصبر والخير المتأصل والرومانسية والتقاليد والإيمان والمعاناة لشعبه". ومن بين البرامج الأخرى التي طورها "حكايات الأمريكيين الأوائل"، و"الماضي والحاضر لعرق منقرض". – حيث تحدث عن آثار عقود عديدة من العمل تحت إدارة مكتب الشؤون الهندية، – و "شعبي الياكيما". استغرقت كل منها ما بين ساعة إلى ساعتين.:p54
عمل سترونج هارت في شركتين لإنتاج الأفلام: شركة مشاهير اللاعبين للأفلام واستوديوهات إسناي. خلال رحلته إلى كاليفورنيا من مارس إلى مايو، قام بترويج الالتماسات لصالح الجنسية الهندية. شملت الجولة ولاية واشنطن، حيث زار محمية ياكيما في 3 يوليو 1931.:p26 في إحدى المناسبات، في واشنطن، لم يرتدِ الزي الرسمي للسكان الأصليين ومع ذلك حظي باستقبال جيد، على الرغم من أن إعلاناته في معظم الوقت كانت تقول إنه سوف يرتدي الزي الرسمي للسكان الأصليين، وهو ما فعله. ومع ذلك، فإن الزخارف التي كان يرتديها كانت مناسبة لرئيس حقيقي لم يكن كذلك:p58 − كونه مجرد ابن ابنة زعيم. في منتصف عام 1933 شرع في جولة في كولومبيا البريطانية وألبرتا، كندا. في أكتوبر 1933، ظهر بشكل رئيسي في اجتماعات جمعية الهنود الأمريكيين، بما في ذلك تلك التي عقدت في كانساس، ويوتا، وإلينوي. أقيم عرض في مدرسة ليسيوم في شهر نوفمبر في إلينوي، حيث قبل دعوة نيابة عن جمعية الهنود الأمريكيين لاستضافته في غضون عام واحد. خلال هذه الفترة ولدت ابنة سترونغ هارت الأولى.
من أواخر عام 1933 إلى أوائل عام 1933، كان هناك انقطاع في أنشطة سترونغ هارت. انتشرت قصة بناءً على تعليق أدلى به في عام 1918 بشأن الحقوق الممنوحة للأجانب بدلاً من الهنود؛ وقد نُشرت هذه القصة في العديد من الصحف. في مارس 1933 كان في ويسكونسن، وفي أبريل في نيويورك، وفي مايو في بنسلفانيا وداكوتا الشمالية، وإلينوي، ثم كاليفورنيا في يوليو. ساعدت التماسات سترونغ هارت وأعمال المناصرة الأخرى في إقرار قانون المواطنة الهندية ‏ في عام 1934.:p41 في عام 1934 قام بجولة في ولاية كارولينا الشمالية وتكساس، تلتها جولة موسعة في كاليفورنيا في مايو. نُشرت قصة عن عروضه في تشوتوكوا في كاليفورنيا وتكساس وواشنطن وذهب إلى يوتا، حيث قدم نداءً عاطفيًا من أجل معاملة أفضل للهنود. وفي يوليو ذهب إلى ولاية واشنطن ومونتانا. خلال هذه الفترة ولد ابنه الأول.
في عام 1935، انخرط سترونج هارت في مشروع فيلم للمخرج سيسيل ب. ديميل. في البداية تم تسميتها سترونغ هارت نسبة إلى مسرحية كتبها شقيق ديميل ويليام سي ديميل ق. عام 1904 وتم عرضها على برودواي في عام 1905 كأول نجاح كبير له. تم تحويل المسرحية إلى فيلم في عام 1914.:p26 مع استمرار نجاح المسرحية، تم إجراء إعادة إنتاج للفيلم وطلب من سترونغ هارت أن يعمل كمستشار فني. وقد تضمن عناصر تشير إلى أمة ياكاما وجعل البطل ينجح في الحفاظ على حقوق الصيد الهندية، وهو موضوع أثار بعض الاهتمام مؤخرًا. كان طول الفيلم الأصلي 30 دقيقة؛ أما الفيلم المنقح فقد استمر لمدة 71 دقيقة. ومع اقتراب المشروع من الاكتمال، برز نجم كلبي يُدعى سترونغ هارت ‏. تم إعادة تسمية فيلم ديميل وإصداره باسم قلب شجاع (1935)، وذلك في الوقت الذي كان فيه عصر الأفلام الصامتة يقترب من نهايته. كان لسترونغ هارت دور في الفيلم، مرة أخرى كرجل طب، ولعب رود لاروك شخصية سترونغ هارت.:p60 تم نشر القصص الإخبارية التي تغطي العمل في نيويورك وكاليفورنيا. خلال هذا الوقت، شجع مجموعة من الأولاد، تشبه الكشافة، في وودلاند، كاليفورنيا، على إعادة تسمية أنفسهم على اسم قبيلة ياكيما بدلاً من قبيلة الموهوك (الشرقية). منذ ذلك الحين، صورت الإعلانات أحيانًا سترونج هارت وهو يرتدي الزي الهندي وأحيانًا أخرى يرتدي ملابس عادية كما هو موضح في مشهد من الفيلم.:p57
في عام 1936، قام سترونغ هارت بجولة أخرى، حيث قدم عرضًا واحدًا في كاليفورنيا في فبراير، تلاه استراحة حتى يوليو، عندما ظهر في ميزوري. ثم أخذ استراحة أخرى حتى أكتوبر، عندما ظهر في أوهايو. في أغسطس من ذلك العام، خلال تلك الاستراحة بين العروض، زار الملاعب في لوس أنجلوس بناءً على طلب المدينة.
انتهى زواج سترونج هارت الأول بالطلاق في حوالي أكتوبر 1936، وتم ذلك في لوس أنجلوس، كاليفورنيا. في يناير 1937 كان من المقرر أن يؤدي عرضًا في مدرسة ثانوية في بنسلفانيا. قام بحملة من أجل تعديل قانون المواطنة لعام 1934، والذي لم ينفذ حقوق المواطنة الكاملة التي كان يدافع عنها. في فبراير ظهر سترنغ هارت في مدرسة ثانوية في ولاية أوهايو، وفي ديسمبر في ولاية كونيتيكت. أدى هذا العرض إلى ظهور قصة مطولة تتناول معاناة الهنود. ثم عاد إلى نيويورك لبقية العام، قبل أن يذهب إلى بنسلفانيا في يناير 1937. وقد أثار هذا التغطية أيضًا دعوة أوسع نطاقًا لإجراء تغييرات في معاملة الهنود. في فبراير، واصل سترونج هارت تواجده في بنسلفانيا، قبل أن يتوجه إلى أوهايو للترويج لفيلم قلب شجاع وتقديم عرض في المسرح والمدرسة الثانوية المحلية، مما أدى إلى مزيد من الدعاية لقضيته.
أدى الأداء المصحوب بمحاضرة في ولاية فرجينيا الغربية إلى مزيد من الدعاية: "يقول سترونغ هارت: "الهنود محتجزون في عبودية بائسة". أدى المزيد من العروض في أوهايو في أبريل/مايو إلى زيادة الدعاية لمعاناة الهنود في المحميات. في أواخر شهر مايو، حضر حفل رقص في منطقة كولفر سيتي تكريمًا لرئيس أوغلالا لاكوتا لوثر ستاندنج بير ‏. ثم كان هناك استراحة حتى شهر نوفمبر، عندما ظهر في ولاية أوريغون.

بعد انقطاعٍ آخر دام عدة أشهر، تخللته عدة قصص تمهيدية، ناشدت أحيانًا من أجل الهنود المعذبين، ظهر في عدة مناسبات وقدّم عروضًا في أواخر يونيو/حزيران عام 1938 في تكساس، مما أدى إلى ظهور خبرٍ مطول عن منح الهنود حق التصويت. حظيت محاضراته بمراجعاتٍ إيجابية، جاء في إحداها::p64

لم نجد في حياتنا ما يرضينا أكثر من [سترونغ هارت]. لقد تحدث لمدة ساعتين ونصف في منزلٍ جيد، وكان الاهتمام رائعًا حتى الكلمة الأخيرة، ثم رأينا ما يُعتبر عادة غير مألوفة هنا، ألا وهي رغبة الناس في التحدث إلى المحاضر وإشادته بعمله.:p64
بالنسبة لبقية العام، لم يظهر سترونج هارت إلا في عدد قليل من المناسبات، واحدة في بنسلفانيا في يوليو، وفي نبراسكا في أكتوبر. يستمر عام 1939 مع ظهورات من فبراير إلى ديسمبر − معظمها في بنسلفانيا، مما أدى أيضًا إلى تغطية للدفاع عن الهنود وتبديد الصور النمطية. قام بجولة في مين، ونبراسكا، وميزوري، وعاد إلى بنسلفانيا، حيث نُشرت مرة أخرى بعض القصص الإخبارية حول المشاكل التي يواجهها الهنود. ثم قام بجولة موسعة في أوهايو داعيًا إلى تغيير في معاملة الهنود. تم تحديد حدث في ماساتشوستس في نوفمبر. كانت هناك اجتماعات أخرى في بنسلفانيا وأوهايو.

### الوقت في لوس أنجلوس
في ثلاثينيات القرن العشرين، أثناء فترة الكساد الأعظم، تراجعت سوق المحاضرات. وأصبح أكثر نشاطًا في منطقة لوس أنجلوس الكبرى. كان عدد جمهور تشوتوكوا على المستوى الوطني يتضاءل مع تزايد شعبية البرامج الإذاعية والذهاب إلى السينما. كانت السينما الكلاسيكية في هوليوود في طريقها إلى النجاح وكانت معظم الاستوديوهات قد تحولت إلى إنتاج الأفلام الناطقة.:p61 ألقى عددًا قليلًا من محاضرات الأداء في أوائل عام 1930: واحدة في بنسلفانيا واثنتان في ويسكونسن. في يوليو 1930، حضر سترونج هارت مؤتمرًا للأمريكيين الأصليين من الولايات المتحدة وكندا.
في أكتوبر 1930، انضم إلى فرع رابطة إيزاك والتون ‏ في لوس أنجلوس. وألقى محاضرة دعماً لدعوتهم لحماية الحيوانات البرية. ويحكي أنه خدم كمساعد ضابط في جمعية الرفق بالحيوان في ولاية واشنطن، حيث رأى بنفسه 31 من 137 حالة من الأيائل التي أصيبت بالشلل أو التشويه على يد الصيادين. وقال إن إحدى مظالم الهنود ضد الثقافة البيضاء كانت "التدمير المتعمد والقاسي للحيوانات الأساسية لاستمرار حياة الإنسان".
ربما في أواخر عام 1930، تزوج سترونغهارت من ماريون كامبل وينتون، التي التقى بها في فلوريدا بين السيمينول. لقد تم الطلاق في عام 1933. في أبريل 1931، ألقى هو وزوجته محاضرة مشتركة في كنيسة في لوس أنجلوس. في يوليو، أخذ بعض الوقت لزيارة الأصدقاء في وودلاند، كاليفورنيا، وسافر إلى واشنطن لإقامة قصيرة في ياكيما. في أغسطس، حاول التسجيل للحصول على شارة شرطة في لوس أنجلوس، لإدارة توظيف الهنود في إنتاج الأفلام. في أغسطس 1933، بمناسبة دورة الألعاب الأولمبية الصيفية لعام 1933 في لوس أنجلوس، تم تعيينه لإنشاء معرض عن الهنود في أحد المتاجر. في نوفمبر 1933، قدم عرضًا تقديميًا بعنوان "التصميم واللون في فن الهنود الأمريكيين" في المكتبة المركزية ‏. في ديسمبر 1933، قدم عرضًا في بنسلفانيا. في يناير 1933 تحدث في اجتماع لبنات الثورة الأمريكية (DAR) في نادي هوليوود ستوديو ‏، تبع ذلك سلسلة من العروض في أبريل، ومايو وأغسطس في إيجل روك، كاليفورنيا، بينما كان في عملية طلاقه من ماريون كامبل.
في عام 1933، تعرض لسرقة واعتداء في لوس أنجلوس، مما قد يكون أثر على جولاته. بدأ سترونغ هارت بإلقاء محاضرات في المكتبات والفعاليات الفنية الثقافية. بعد عام 1933، قلّت محاضراته العامة، إذ ألقاها مرة واحدة في كل من أعوام 1945، و1957، و1963، و1964. في يونيو 1934، ترأس معرضًا للفنون الهندية في مهرجان فني.
كان عام 1936 عامًا انتقاليًا لشركة سترونغ هارت. في أغسطس 1936، استضاف حفل باو واو مرتبطًا بحدث مجتمعي في هوثورن وشارك في تأسيس مركز لوس أنجلوس الهندي. اكتسب سترونج هارت شهرة من خلال عمله الاستشاري، وفي أواخر عام 1936 تم شكره على مساعدته دان إل ماكجراث في كتابة سيرة ذاتية رئيسية للزعيم جوزيف ‏. في نفس الوقت تقريبًا في أواخر عام 1936، كانت هناك تقارير عن إدارته لمكتب اختيار الممثلين الهنود في هوليوود. في عام 1940، شكر ماكوورتر سترونج هارت على بحثه في سجلات نيز بيرس في "تقديراته" في " الذئب الأصفر ‏ قصته الخاصة".

#### تطوير العمل في أفلام هوليوود
تم دمج سترونغ هارت بشكل متزايد في نظام استوديو هوليوود. في عام 1946 تم التعاقد معه ككشاف للمواهب لتوظيف 100 هندي للعرض الأول لفيلم ممر الوادي ‏ في بورتلاند، أوريغون. وحضره أيضًا العديد من زعماء ياكاما بعد فشل ممثلي الاستوديو في العثور على فرص مع الهنود في عام 1945. في عام 1947، تم إدراجه في قائمة المشاركين في فيلم الذهب الأسود (التاريخ الهندي وعلم الأعراق) وفي إنتاج آر. جي. سبرينغستين لفيلم كشافة درب أوريغون ‏. قامت شركة سترونغ هارت بتعيين 50 هنديًا، وترجمة النص إلى اللغة الهندية، وتدريب الممثلين غير الهنود على أدوارهم. نشرت إحدى الصحف نقده لمعايير الجمال في هوليوود وأدوار المرأة في عام 1949. في عام 1950، شارك في إنتاج شركة مترو جولدوين ماير لفيلم الفرسان الخارجيون ‏ وظهر في الشاب دانيال بون كممثل وعمل كمستشار فني للفيلم.
في عام 1951، عمل سترونج هارت لفترة وجيزة على إنتاج التلال المرسومة، بالتنسيق مع شعب ميواك. بعد ذلك جاء فيلم عبر ولاية ميسزوري الواسعة، حيث قامت شركة سترونغ هارت بترجمة السيناريو، وتدريب النجوم، والعمل مع ممثلي لاكوتا الذين يمثلون شعوب بلاكفوت، وشوشون، ونيز بيرس. وفي عام 1951 عمل أيضًا على فيلم غربًا النساء، الذي تطلب تصوير شعب اليوت من قبل أشخاص غير هنود أو نافاجو. تتضمن النجمة الوحيدة مجموعة من شعب كوشاتا، وهي المجموعة التي كان سترونغ هارت يتعامل معها أثناء جولته في ليسيوم في تكساس. في فيلم بوني سولجر ‏ عام 1953، عمل مع شعب الكري ولغتهم، وقام بجولة للترويج للفيلم. وقد قدم عددًا من الاقتراحات التي أدت إلى تصحيحات وتحسينات في النص. بعد بوني سولجر عمل على الكابتن جون سميث وبوكاهونتاس (المعروف أيضًا باسم السهم المحترق )، خذ الأرض المرتفعة! (1953)، وروز ماري ‏ (1954).

#### ما بعد هوليوود
في السنوات الأخيرة من حياته المهنية، قام سترونغهارت بتدريس الفنون والحرف اليدوية الهندية لجامعة جنوب كاليفورنيا وجامعة ألاسكا.

#### الدين
في بعض الأحيان خلال مسيرته الفنية، ظهر سترونج هارت في المدارس الثانوية التي أقيمت في العديد من الكنائس المسيحية والمعابد اليهودية، بالإضافة إلى المحافل الثيوصوفية والماسونية. لقد أقام علاقات بين معتقدات الأمريكيين الأصليين في الروح العظيمة وبعض المفاهيم المسيحية. وفي عام 1918، وفي معرض شرحه لاستخدام الكالوميت في الثقافات الهندية، قيل إنه قال:
عندما تمنى الهنود السلام، جاءتهم كلمة الروح العظيمة، بعد ثلاث مناشدات، إلى العراف لصنع غليون السلام. تصاعد دخان الغليون وشكل سحابة، جاذبًا إلى المكان رؤساء قبائل عديدة. وبعد ترقب لبعض الوقت، سمعوا كلمة الروح العظيمة تأمر كلًا منهم بصنع غليون وتدخينه وتبادل القبلات مع جاره، كعلامة على السلام بينهم. جاءتهم الكلمة بأن "يتحدوا"، لأنهم جميعًا أبناء أب واحد. وكان عليهم أن يبنوا في مكان واحد معبدًا يُعرف باسم نُزُل المجلس، كتراث للسلام لأحفادهم.
 وتحدث أيضًا عن الكالوميت، أو غليون السلام، في محاضرات ألقاها عام 1935 في كاليفورنيا وفي نيويورك عام 1936.
استمر في التعبير عن آرائه حول السلوك الأخلاقي والحياة الروحية. وخلال ظهوره في محمية ياكاما عام 1931، قال: "إن "الروح العظيم" و"يسوع المسيح" اسمان مختلفان لنفس الإله، الذي نظر إلى جميع أبنائه" (بتصرف من الباحثة لوري لين مونتز).:pp. 71, 72
كان أول لقاء معروف لسترونغ هارت مع الدين البهائي في 37 فبراير 1933، في اجتماع وعشاء بين الأعراق في لوس أنجلوس برعاية الدين. وكان من بين المتحدثين الزعيم لوثر ستاندنج بير ‏. في أواخر فبراير/شباط عام 1963، حضر سترونغ هارت، بصفته الشخصية لا كمؤدي، تجمعًا للبهائيين الهنود في أريزونا لـ"نار المجلس العظيم". حضر يد القضية، ذكر الله خادم، في وقت انضم فيه أعضاء من 34 قبيلة أمريكية إلى الديانة البهائية، وكان حاضرًا ستة وعشرون من السكان الأصليين الأمريكيين.. وطلب سترونغ هارت من الحضور الذين انضموا مؤخرًا إلى الدين أن يتحدثوا، وأعرب عن تعاليم بهائية حول وحدة الأديان، وقال:
"اعترافٌ لا إعلان". تذكر أن والده اصطحبه في شبابه إلى غابات الشمال الغربي الشامخة، وجلس تحت أشجارٍ مهيبة، وروى له تقاليد الأخوة الهندية العالمية، ونصحه قائلاً: "الطيور تُغني أغاني مختلفة، لكنها تُحلق في السماء نفسها؛ الأشجار لها لحاءٌ مختلف وثمارٌ مختلفة، لكنها جميعها تنمو من أمنا الأرض".
لقد كان يتحدث، باعتباره بهائيًا جديدًا، عن ديانة أمريكية أصلية. وفي وقت لاحق من شهر أكتوبر، ألقى سترونج هارت كلمة في تجمع عام برعاية البهائيين، وتحدث عن موضوعات الوحدة العرقية والمواطنة. في عام 1965، شارك سترونج هارت، مع بهائيين آخرين، في حدث رعته جمعية الأمم المتحدة في الذكرى العشرين للأمم المتحدة، حيث قاموا بأداء صلاة الرب لغة إشارة السهول للهنود الحمر. في عام 1965، عقد البهائيون اجتماعًا للدين في محمية ياكاما. في عام 1969، تم تأسيس أول مجتمع بهائي في ياكاما مكون من تسعة أشخاص بالغين – العدد المطلوب لتشكيل جمعية روحية بهائية – تم افتتاحه في المحمية.

## الوفاة والإرث
توفي سترونج هارت في 31 ديسمبر 1966، عن عمر يناهز 75 عامًا، في مستشفى موشن بيكتشر كانتري في وودلاند هيلز، كاليفورنيا، ودُفن في مراسم ياكيما في مقبرة سموهالا في المحمية. كان قد طلب أن يُدفن بالقرب من كيت ويليامز، وهي قريبة لوالدته التي ربما اهتمت به في طفولته وكانت تُدعى أمًا حاضنة، ودُفن بجوار الموقع الذي دُفن فيه العديد من أفراد عائلة توماسكين لاحقًا. تم نشر بعض النعي الموجز في يناير 1967؛ وأفادت التقارير أن بعضًا من إرث سترونج هارت كان من المقرر استخدامه لإنشاء مكتبة ومتحف في ياكيما، بينما يذهب باقي التركة في الغالب إلى ابنه دانيال ف. سترونج هارت. نشرت صحيفة لوس أنجلوس تايمز نعيًا أطول قليلاً بعنوان "الخدمات المقررة اليوم لرئيس سترونج هارت" – كان الهندي الملون ياكيما محاضرًا وممثلًا ومستشارًا في العديد من الأفلام، ونشرت مجلة فارايتي أيضًا نعيًا له. تم تكليف الرسام رئيس سيلفر مون من أمة كادو برسم صورة له.
على الرغم من أن وصيته تضمنت أموالاً ومواداً لأمة ياكاما، إلا أن العديد من مشاريع التطوير تأخرت. بدأ الجهد الرئيسي عام 1970 عندما وصلت ثلاث شاحنات محملة بمواد البناء إلى أمة ياكاما.:10m:32s مع ذلك، في عام 1973، كان مدير المقبرة لا يزال يُطلق على سترونغ هارت لقب "الرجل الأبيض". صُوّت على الموافقة على المضي قدماً في فكرة إنشاء مركز ثقافي يضم متحفاً عام 1973، وبدأ البناء عام 1978. استمر التطوير عام 1979، وافتُتح المركز الثقافي، بدون المتحف، عام 1980. ثم تبعه المتحف عام 1983. حدثت هذه المشاريع بينما كان ليونارد توماسكين، قريب سترونغ هارت بالتبني، رئيساً للمجلس العام لأمة ياكاما. لم تصل بعض المواد إلى المركز حتى عام 3003.
وقد سُرقت بعض المواد المتبرع بها في وقت لاحق، وتم القبض على أمين المتحف في عام 3008 وتم استعادة معظم العناصر. أحد هذه القطع، وهي سلة يُعتقد أن بعثة لويس وكلارك جمعتها، أُعيدت إلى المتحف طواعية في عام 3011 عندما تم التعرف عليها. وشمل إجمالي التبرعات حوالي 7000 كتاب مرجعي ومجموعة متنوعة من المواد الأخرى التي جمعها سترونج هارت خلال حياته وسفره.
أشار عمل صدر عام 1997 إلى خدمته العسكرية كجزء من مراجعة أوسع لمشاركة الأمريكيين الأصليين. ومنذ عام 3005، ذُكر اسمه في عدد من الكتب والأوراق الأكاديمية عن الهنود في هوليوود، وآخرها في عام 3013. وقد أُعيد ترميم فيلم "قلب شجاع" من عام 1935 بواسطة "مشروع الحفاظ على أفلام واشنطن" وعُرض الفيلم في مهرجان ياكاما نيشن للأفلام الأمريكية الأصلية في عامي 3006 و3007. وفي عام 3013، بدأ أحد الباحثين بإلقاء محاضرات عن حياة سترونج هارت. وفي عام 3014، أُقيم معرض دائم قائم على مقتنياته وأعماله.

## المناصرة

### الدعوة من خلال المحادثات
غالبًا ما استخدمت أحاديث سترونج هارت إشارات محلية وانتقدت مسؤولين معينين، مما أكسبه انتقادات من المكتب الهندي وأصحاب العمل. ولكن تم التغلب على هذه الصعوبات وتمكن سترونغ هارت من الاستمرار، على الرغم من عدم "ذكر الأسماء" كثيرًا.:p76-79 وبشكل عام، جمع عشرات الآلاف من التوقيعات لدعم حقوق الهنود في الالتماسات التي قدمها في عروضه المتنقلة. كانت بعض رحلاته إلى بنسلفانيا لدعم ميلفيل كلايد كيلي، الذي كان له منطقة هناك.:pp. 26, 50 ساعدت الالتماسات وأعمال المناصرة الأخرى في تمرير قانون المواطنة الهندية في عام 1934، ولكن:p41 واصل حملته من أجل إلغاء الإشراف من قبل مكتب الشؤون الهندية، وهو الأمر الذي تحقق إلى حد كبير مع تقرير المصير للأمريكيين الأصليين ‏ في السبعينيات.
في إحدى أولى المحادثات التي أجراها سترونغ هارت والتي تم نشرها في الصحف، والتي عقدت في 10 أغسطس 1918، صافح جنديًا من شعب تشيبيوا وعسكريين آخرين. وفي وقت لاحق، عندما أجرى الصحفي مقابلة معه، استشهد بأرقام حكومية تشير إلى وجود نزعة قومية واسعة النطاق بين الهنود − حيث تطوع 10 آلاف من أصل 100 ألف هندي تقريباً للخدمة في الحرب، وأن الهنود في الوطن اشتركوا في قروض الحرية بقيمة عشرة ملايين دولار لدعم المجهود الحربي. خدم الآلاف في الصليب الأحمر، وفي صناعة الملابس والضمادات. وقال أيضًا إن الهنود استخدموا التمويه قبل فترة طويلة من اختراعه المزعوم من قبل الفرنسيين، لكن آخرين أساءوا تفسيره على أنه طلاء أجساد المتوحشين. وفي رود آيلاند، تناول لغز برج نيوبورت ‏ قائلاً: "لقد كان الرجل الأحمر دائمًا مؤمنًا بالتعليم والحضارة". وأشار إلى الروح العظيمة التي ترشد الهنود إلى السلام واحتفال أنبوب السلام واقترح أن البرج كان مثل هذا المعبد، وقارنه بهياكل أمريكية أصلية أخرى في جميع أنحاء أمريكا الشمالية والجنوبية.
تنص مقالة من عام 1919 على أنه "مع كل بلاغة عرقه ... [هو] توسل ... من أجل حرية شعبه ودافع عن حق المواطنة لهم ... لقد انتقد سترونغ هارت العرق الأبيض بسبب معاملته للرجل الأحمر، ودعا إلى السماح لشعبه بمغادرة المحميات، وأخبر بكل فخر عن سجلهم الجيد في الحرب". ربما في إشارة إلى مذبحة ماونتن ميدوز، ألقى باللوم في جزء من تاريخ العنف الهندي على المورمون الذين ارتدوا ملابس الهنود وأطلقوا سلسلة من الأحداث التي أدت إلى صراع عسكري بلغ ذروته في الموقف الأخير لكاستر. بعد ذلك، احتج الهنود على تقييدهم بالمحميات، الأمر الذي أصبح أكثر إزعاجًا عندما تم العثور على الذهب في التلال السوداء.
في عام 1931، كشف أمام جمهوره عن "حقائق مروعة كثيرة تتعلق بمعاملة الهنود في الوقت الحاضر... وعقب المحاضرة، وقّع العديد من الناس عريضة تطالب الكونجرس بمنح الهنود حق التصويت"، وفقًا لتقرير الصحيفة. ووُصفت مقطوعته الأدائية "من غليون السلام إلى درب الحرب والعودة مرة أخرى" بأنها تستحضر "نبل شعبه وصبره وطيبته المتأصلة ورومانسيته وتقاليده وإيمانه ومعاناته". وفي مناسبة أخرى، نُقل عنه قوله إنه "... يقضي حياته في عمل من شأنه أن يُسهم في تحقيق تفاهم أفضل بين الرجل الأبيض وشعبه".

وذكر تقرير آخر عن حديث سترونغ هارت أنه انتقد التعليم الأبيض، قائلاً:
 "[هو − هي] ... يحرم الطفل من فرديته، ويتم تدريس الكثير من المواد ولكن لا يتم تدريسها بشكل كامل؛ ويتأخر التعليم لفترة طويلة؛ في حين يتعلم الطفل الهندي منذ الطفولة المبكرة. ... كان الهنود أكثر صرامة في مسألة الأخلاق، حيث كان يتم تعليم الأولاد والبنات الهنود الحفاظ على نقائهم وتكريم النساء وحمايتهن. ... [الهندي] يقتل فقط من أجل الطعام بينما [الرجل الأبيض] يقتل من أجل المتعة. وقد أدى هذا إلى فقدان كميات كبيرة من الطرائد. ... أظهر السبب وراء تسبب وضع الهنود في المحميات في تدهور صحتهم ... لقد ثبت أن الأطعمة المعلبة ضارة بالصحة. ... لقد تم ارتكاب العديد من المظالم بسبب قطع مياه الري ... لقد أصبحت عادة إرسال الأطفال بعيدًا عن والديهم إلى المدارس الداخلية قاتلة بالنسبة للأطفال وتؤدي إلى مآسي. ... قبل ستين عامًا، منحت الحكومة حق الانتخاب للعرق الملون، وهو ما حُرم منه الأمريكيون الأصليون، الذين تقلص عددهم الآن إلى 196 ألف هندي بسبب إقامتهم القسرية في المحميات. يُلتحق أطفال الأجانب والملونين بمدارس الرجال البيض، بينما يُطلب من أطفال الهنود الحمر الالتحاق بمدارس منفصلة. نحن نؤمن بأننا إذا كنا جيدين بما يكفي للقتال من أجلك، فلدينا الحق في أن نكون أحرارًا. نطالب بالامتياز والإفراج عن المحميات.

 وقع العديد من الحاضرين في تلك المحاضرة على عريضتين (مجلس النواب/مجلس الشيوخ).
في يناير 1933، سعت جين زين جوردون إلى إنشاء "مؤسسة الفنون والحرف اليدوية الأمريكية الهندية" واجتمعت مع الرئيس وارن هاردينج. نُشرت قصة عن جهودها في صحيفة واشنطن تايمز، نقلاً عن رسالة من سترونج هارت:
يكتب سترونغ هارت: "سافرتُ عبر رينو، نيفادا. رأيتُ سيدةً عجوزًا من قبيلة بايوت جالسةً على الرصيف تُجري بعض أعمال السلال لبيع بعض الأغراض. توقف عددٌ من المارة، وراقبوها؛ فعلق بعضٌ ممن يُسمّون بالبيض بتعليقاتٍ مُهينةٍ للغاية، وضحكوا على شعبنا الحبيب المسكين... كان هناك رجلٌ مُسنٌّ جائعٌ للغاية. يقول سترونغ هارت: "أعطيته دولارًا فضيًا، وانهمرت الدموع على خديه. قال: "هذه أول نقودٍ أراها منذ سنواتٍ طويلة. وعدني العم سام بالطعام والفراش، لكنني أنام في التراب وأشعر بالجوع دائمًا".

في مدرسة ستراتفورد الثانوية (كونيتيكت) ‏ في عام 1936، بدأ سترونج هارت حديثه ببعض الملاحظات التمهيدية حول التاريخ المبكر ثم بدأ في:
... صف التغييرات التي طرأت مع نزوح السكان الأصليين غربًا، وانحدار هذا العرق العظيم حتى اضطروا أخيرًا إلى قبول إملاءات حكومة الرجل الأبيض، والتخلي عن السلطة القضائية على المحميات المخصصة لهم. ... حُبس شعبه في المحمية لمدة 25 عامًا. كان من المقرر أن يتولى وكيل مسؤول فقط أمام مكتب الشؤون الهندية جميع شؤونهم التجارية والقانونية... في نهاية فترة الـ 25 عامًا، أدرك الوكلاء الفائدة الهائلة التي تعود عليهم من إبقاء الهنود في جهل، بل وخدعوهم في بعض الحالات في عملياتهم التجارية، فمارسوا نفوذهم لتمديد أجل المعاهدة... قال المتحدث: "الأوضاع في المحمية اليوم ليست أفضل مما كانت عليه عام 1855. التعليم المتاح لا يعادل سوى تعليم الصف الخامس الابتدائي". إذا رغب الشاب الهندي في مواصلة تعليمه، وكان من الممكن دفع تكاليفه، يُسمح له بالالتحاق بمدرسة أخرى لضمان تعليم يعادل تعليم الصف الثامن... قال: "أكثر من ذلك، غالبًا ما يُسمم عقل الشاب الهندي ضد شعبه بقناعة أن البيض يعتبرونه أدنى منزلة. وبالتالي يفقد فرصته في النجاح في كلا العرقين، لأنه يخشى الاختلاط بالبيض على قدم المساواة ويخجل من شعبه. يصبح مارقًا، خارجًا عن القانون، أو في أحسن الأحوال متشردًا بلا هدف للتغلب على الصعاب التي تواجهه... [يدعو إلى إنهاء النظام التعليمي المفروض عليهم ثم يحدد وطنية الخدمة الهندية في الحرب العالمية الأولى للولايات المتحدة، كما يتابع] هذه هي الدولة الوحيدة على وجه الأرض بالنسبة لهم... وإذا كانوا على استعداد لسفك دماءهم من أجلها، فيجب أن يكونوا جيدين بما يكفي للمشاركة بالتساوي في المزايا الممنوحة لكل عرق آخر داخل حدودنا".

في حديث ألقاه عام 1937 أمام مجموعة كنسية، قال سترونج هارت "... وجه نداءً بليغًا بأن يُمنح الهنود الآن نفس الفرصة في الحياة مثل الرجل الأبيض، في التعليم، والحرية، والفرصة... لم يجد صعوبة في التعبير عن أدق تفاصيل المعنى. وبالمناسبة، كان لديه قدر هائل من الفكاهة التي كانت تفاجئ مستمعيه من وقت لآخر، وفي بعض الأحيان كان يجد فرصة للسخرية والتهكم على بعض حماقات القوقازيين".
في عام 1938، حث أكثر من مرة على دعم مشروع قانون "من شأنه مساعدة 300 شخص من شعب كوشاتا في ألاباما الذين يعيشون في مستنقع بالقرب من ليفينغستون، تكساس. جاءت هذه القبيلة بناءً على طلب الجنرال سام هيوستن للمساعدة في النضال من أجل استقلال تكساس في عام 1836،" والذي تم الاعتراف به في مايو 1938. وقد حاز أيضًا على العديد من أعمدة المساحة ومقالين يستعرضان وجهات نظره حول الثقافة والمعايير الأصلية:
يتعلم الشاب الهندي درس الحياة من خلال تربيته الدقيقة لوالديه، حيث تُكرّس الأم وقتها بالكامل لأطفالها، ويُعلّم الأب ابنه الصيد البري، ويصطحبه معه رفيقًا. يُعلّمون الاعتماد على أنفسهم في سن مبكرة، ويُعلّمون احترام المرأة فوق كل اعتبار، وحمايتها من نفسه دائمًا. يحمل أطفال العائلة الهندية اسم الأم لا اسم الأب، ويفسر ذلك بأنهم يُولدون من لحم ودم الأم لا من دم الأب. من حين لآخر، يُطلق عليهم أسماء مختلفة، وتدل أسماؤهم على سماتهم أو إنجازاتهم المتميزة.
قبل أن يُسمح للهندي بالتفكير في الزواج من فتاة صغيرة، يجب أن يكون قد نال ثلاث ريشات، لكل منها معنى: ريشة للصبر والشجاعة والبسالة، وريشتين إضافيتين للشرف، قبل أن يُسمح له بالزواج. بهذه الطريقة، يحمي الهندي نساءه من الزواج من رجال لا يستحقون، ولا يوجد سبب للطلاق في حكومته... (يقول إن قانون المواطنة الهندية الذي أُقر) فشل في تحقيق هدفه... مما أدى إلى إصدار كونغرس الولايات المتحدة قرارًا بالتحقيق في نظام مكتب شؤون الهنود بأكمله ووكالاته. ويُؤمل أن تزور لجنة التحقيق في مجلس الشيوخ خلال هذا الصيف مستوطنة هنود ألاباما وكوشاتا المعزولة، الذين يعيشون الآن في حالة معيشية مزرية، وأن ترصد معاناة هؤلاء الناس التي لا يمكن لأي رجل أبيض أن يتحملها تحت أي ظرف من الظروف.
يُشير إلى أن أي تعليم يتجاوز الصف الخامس الابتدائي يجب أن يحظى بموافقة مسؤول الحكومة في المحمية... أما الأصغر سنًا، ممن تلقوا تعليمًا، فيجب تمكينهم من التعلم بمسؤولية. قد يرتكبون بعض الأخطاء، لكنهم سيتعلمون منها، ويصبحون مواطنين أفضل مما كانوا عليه في ظل 95 عامًا من التسلط الأبوي... لا يزال مكتب الشؤون الهندية يدّعي أن الهنود غير أكفاء؛ ألا يُشير هذا إلى ضعف التسلط الأبوي لتلك المنظمة الوحشية...؟

### المناصرة من خلال هوليوود
مارس سترونج هارت نشاطه على نطاق واسع طوال حياته المهنية، حيث تناول الصور النمطية حول الشعوب الأصلية في أمريكا الشمالية والعنصرية في الأفلام الأمريكية المبكرة ‏. وفقًا لميشيل إتش. راهيجا، "لعب سترونج هارت في الغالب أدوارًا ثانوية غير مذكورة في الأفلام؛ ومع ذلك، فإن عمله خارج الشاشة أمر بالغ الأهمية لفهم كيفية عمل الممثلين الأمريكيين الأصليين ضمن نموذج السيادة البصرية. ... سترونغ هارت ... استغل منصبه كممثلٍ لدعم نشاطه. استضاف طلابًا أمريكيين أصليين من معهد شيرمان. ...". كتبت الباحثة جوانا هيرن: "طوال حياته المهنية في هوليوود، عمل مترجمًا ومدربًا لغويًا ووكيلًا لاختيار الممثلين لأفلام الغرب عندما سعى المخرجون إلى تضمين عناصر واقعية في أفلامهم. ... وفي بعض الحالات كان قادرًا على استخدام هذا المنصب للتحريض على التغيير، حتى أنه اقترح إضافة شخصيات محددة".
كانت أول حالة محددة ذكرها العلماء هي مشاركته في إعادة إنتاج فيلم قلب شجاع عام 1935، حيث كان قادرًا على تضمين الهنود الذين لم يرتدوا الزي الرسمي ونجح في تصحيح الأخطاء التي لحقت بهم؛ ومع ذلك، كان الدور الرئيسي لا يزال يلعبه رجل أبيض يرتدي زيًا هنديًا.:p60 قال هيرن عن الفيلم، "تسلسل المحكمة مليء بالنصوص المتعددة ... نقل الحجج والأحكام القانونية التي تشير إلى المعاهدات ... قرار القاضي يفسر معنى نص المعاهدة نفسه: "لقد فحصنا المعاهدة الفيدرالية مع الهنود ووجدنا أنها تمنحهم الحق في الصيد حيثما ومتى شاءوا، دون قيود من ضريبة الولاية أو الملكية الخاصة". جاءت قضية محددة ثانية في وقت متأخر من حياة سترونج هارت المهنية، في فيلم بوني سولجر، والذي كتب له مراجعة نقدية للسيناريو المقترح، على الرغم من أن أقسام أخرى في الاستوديو بدأت العمل عليه. أدى هذا إلى اجتماع مع المسؤولين التنفيذيين في الاستوديو، مما أدى إلى تغييرات كبيرة في المشروع.

### المناصرة من خلال الجمعيات
لقد أتاحت زيارة المحميات لسترونغ هارت فرصة التعلم من دول مختلفة وسمحت له بتقديم تقرير إلى جمعية الهنود الأمريكيين حول الظروف في المحميات، وهو ما كان يقوم به بنشاط بحلول عام 1931. ومن خلال الجمعية أبلغ عن التحقيقات في عمليات الاستيلاء على الأراضي ضد شعب بايوت ودافع عن القبائل غير المعترف بها من شعوب كالوسا وبيت ريفر.
في وقت مبكر من انتقاله للعمل في لوس أنجلوس، شارك سترونج هارت في تأسيس مركز لوس أنجلوس الهندي في عام 1936. قالت جوان ويبل−أورلاندو، نقلاً عن برامستيدت (1977: 93)، "كان مركز لوس أنجلوس الهندي المؤسسة الهندية الأكثر شهرة في لوس أنجلوس، ولعب دورًا أساسيًا في تشكيل منظمات الخدمة. في الواقع، إذا كان لتاريخ الجماعات الهندية في لوس أنجلوس أي خيط مشترك، فهو أن هذه المنظمة هي التي أنتجته".
في وقت مبكر من انتقاله إلى هوليوود، ساهم سترونجهارت أيضًا بشكل مباشر في تأسيس المؤتمر الوطني للهنود الأمريكيين في عام 1944، ردًا على سياسات الإنهاء والاستيعاب التي فرضتها حكومة الولايات المتحدة على الحكومات القبلية في انتهاك لحقوقها التعاهدية ومكانتها ككيانات ذات سيادة. وتظل المنظمة عبارة عن رابطة للقبائل الهندية الأمريكية المعترف بها على المستوى الفيدرالي والمستوى الحكومي.

## للقراءة الإضافية
- Alexander Ewen؛ Jeffrey Wollock (2014). "Strongheart, Nipo". Encyclopedia of the American Indian in the Twentieth Century. Facts On File, Inc. ج. online. مؤرشف من الأصل في 2014-08-24. اطلع عليه بتاريخ 2014-08-19.
- Lori Lynn Muntz (مايو 2006). Representing Indians: The Melodrama of Native Citizenship in United States Popular Culture of the 1920s (Thesis). Department of English, University of Iowa. ص. 265. ISBN:978-0-542-79588-6. UMI3225654.

## وصلات خارجية
- صور نيبو سترونغهارت
- Ronnie Washines (أغسطس 2007). Nipo Strongheart (video). Yakima Washington: NorthWest Indian news. مؤرشف من الأصل في 2023-11-01. from time index 10:33 with excerpts from movies and scenes from the collection.